# '81 MBC 서울국제가요제
《'81 MBC 서울국제가요제》는 1981년 문화방송(MBC)과 경향신문이 대한민국의 서울에서 공동 주최한 가요제다. 입상곡들은 힛트레코드를 통해 실황녹음 음반으로서 발매되었다.

## 개요
- 개최일시 : 1981년 5월 23일
- 개최장소 : 세종문화회관 대강당
- 초청가수 : 아라베스크

## 음반 트랙 목록
다음 곡 목록은  LP 기준 목록이다.
Disk One / Side one
1. "Hello, How are you 안녕하세요 (스페인 · Beatrice)" (미상 작사 / 미상 작곡) - 대상 수상
2. "No No 사랑의 끝 (미국 · Al Green)" (미상 작사 / 미상 작곡) - 금상 수상
3. "Love Life 사랑과 인생 (우루과이 · Horaccio Paterno)" (미상 작사 / 미상 작곡) - 동상 수상
4. "Why Can't We Be Together 내 사랑 다시 한번 (일본 · Tome Asagami)" (미상 작사 / 미상 작곡)

Disk One / Side two
1. "No Hard Feelings 나쁘게 생각하지 마세요 (영국 · Maggie Moone)" (미상 작사 / 미상 작곡) - 은상 수상
2. "You Are Woman 여인이여 (필리핀 · Something Special)" (미상 작사 / 미상 작곡) - 동상 수상
3. "I Gave Up Hope On Love 사랑의 희망 (네덜란드 · Ena Arnolds)" (미상 작사 / 미상 작곡)
4. "Late Love 때늦은 사랑 (대만 · Yu, Tien)" (미상 작사 / 미상 작곡)
5. "Life Dawn 새벽빛 인생 (이탈리아 · Nara Guerri)" (미상 작사 / 미상 작곡)

Disk Two / Side one
1. "Heart Attack 아픈 가슴 (스위스 · Patric Juvet)" (미상 작사 / 미상 작곡) - 동상 수상
2. "I Live by You 나에겐 당신뿐 (프랑스 · Kity Palm)" (미상 작사 / 미상 작곡)
3. "Let's Talk Together 함께 얘기해요 (독일 · Sandra Haas)" (미상 작사 / 미상 작곡)
4. "New Horizons 새로운 지평선 (홍콩 · Katherina Wu)" (미상 작사 / 미상 작곡)
5. "I've Got Tomorrow 나에겐 내일이 (오스트리아 · Kim Durant)" (미상 작사 / 미상 작곡)

Disk Two / Side two
1. "Is Anybody There? 누구 없소? (한국 · 윤항기&윤복희)" (윤복희 작사 / 윤복희 작곡) - 은상 수상
2. "To The World on High 저 높은곳을 향하여(한국 · 이영화)" (전재학 작사 / 전재학 작곡) - 빌보드특별상 수상
3. "Music is My Life 음악은 나의 생명 (한국 · 이종식과 사랑의 샘)" (이종식 작사 / 이종식 작곡)
4. "Don't Give Up 한줄기 목소리 (캐나다 · Steamer)" (미상 작사 / 미상 작곡)

## 대한민국 예선 참가 가수 명단
국제가요제로 확대 편성된 1978년부터 1981년까지는 대회 참가를 원하는 가수들이 많아서 본 행사 이전에 본선에 출전할 대표를 선발하기 위한 예선전 성격의 《서울 국제가요제. 국내대회》를 개최하였다. 1981년의 참가자는 다음과 같다.
1. "사랑의 길 (최연미)" (정귀문 작사 / 김다양 작곡)
2. "애로 (미희와 초록별)" (함중아 작사 / 함중아 작곡)
3. "빗속에서 (이광조)" (김영배 작사 / 김영배 작곡)
4. "모두 다 사랑하리 (송골매)" (김정선 작사 / 김수철 작곡)
5. "누구나 지금도 (세샘트리오)"
6. "무지개 피던 날 (장은경)"
7. "누구 없소 (윤항기)" (윤복희 작사 / 윤복희 작곡)- 본선 진출
8. "그사람 바보 (조한옥과 은날개)" (조용하 작사 / 조한옥 작곡)
9. "둥지를 버리고 날아간 새 (강정희)"
10. "저 높은곳을 향하여 (이영화)" (전재학 작사 / 전재학 작곡) - 본선 진출
11. "그대 (김도향)"
12. "음악은 나의 생명 (이종식과 사랑의 샘)" (이종식 작사 / 이종식 작곡) - 본선 진출

## 같이 보기
- MBC 서울국제가요제